# Spilosmylus annulatus
Spilosmylus annulatus är en insektsart som beskrevs av Navás 1923. Spilosmylus annulatus ingår i släktet Spilosmylus och familjen vattenrovsländor. Inga underarter finns listade i Catalogue of Life.